# Ниошо (Мисури)
Ниошо (енгл. Neosho) град је у америчкој савезној држави Мисури.

## Демографија
По попису из 2010. године број становника је 11.835, што је 1.33 (12,7%) становника више него 2000. године.
| Група             | 2000.         | 2010.         |
| Белци             | 9.436 (89,8%) | 9.554 (80,7%) |
| Афроамериканци    | 109 (1,0%)    | 118 (1,0%)    |
| Азијати           | 41 (0,4%)     | 103 (0,9%)    |
| Хиспаноамериканци | 444 (4,2%)    | 1.337 (11,3%) |
| Укупно            | 10.505        | 11.835        |